# Caradrina heptarchia
Caradrina heptarchia är en fjärilsart som beskrevs av Charles Boursin, 1936. Caradrina heptarchia ingår i släktet Caradrina och familjen nattflyn, Noctuidae. Inga underarter finns listade i Catalogue of Life.